# Aconitum polyanthum
Aconitum polyanthum är en ranunkelväxtart som först beskrevs av Achille Eugène Finet och Gagnep., och fick sitt nu gällande namn av Hand.-mazz.. Aconitum polyanthum ingår i släktet stormhattar, och familjen ranunkelväxter. Utöver nominatformen finns också underarten A. p. puberulum.